# 天へ行く馬車
『天へ行く馬車』（てんへいくばしゃ）は、東海テレビ制作・フジテレビ系列で、1975年6月9日～8月29日に放送された昼ドラマである。

## キャスト
- 夏純子
- 小野寺昭

## スタッフ
- 監督:松生秀二
- 脚本:佐々木守